# Диегес, Исидоро
Исидоро Диегес Дуэньяс (исп. Isidoro Diéguez Dueñas; 19 января 1909, Пуэртольяно — 21 января 1942, Мадрид) — испанский каменщик и деятель рабочего движения, вступивший в Испанскую коммунистическую партию и участвовавший в Гражданской войне в Испании (1936—1939). Был изгнан. Вернувшись из Мексики в Португалию, он был арестован полицией и передан испанским франкистским властям, которые казнили его.

## Ранние годы
Исидоро Диегес Дуэньяс родился в Пуэртольяно, провинция Сьюдад-Реаль, 19 января 1909 года. В 1924 году он вступил в Союз каменщиков в Мадриде, а в 1932 году стал членом Коммунистической партии Испании (исп. Partido Comunista Español, PCE). Диегес был назначен делегатом от союза «Радио Сур». Во время Гражданской войны в Испании он сражался на фронтах у Сомосьерры и Гвадаррамы, а также нёс службу в штабах в Монтанье, Хетафе и Куатро-Вьентосе. Диегес был главой Провинциального комитета КПИ в Мадриде, став членом её Центрального комитета в 1937 году и вступив в Политбюро в 1938 году.
2 декабря 1936 года Совет обороны Мадрида был реорганизован, а его главой был назначен генерал Хосе Миаха. Диегес был делегатом от своей партии в этом совете. Другими членами Коммунистической партии Испании в нём были Сантьяго Каррильо (руководитель комитета общественного порядка) и Пабло Ягуэ (отвечал за снабжение). 13 февраля 1937 года Диегес потребовал, чтобы «сомнительные и подозрительные элементы» были удалены из армии, а несколько дней спустя коммунистические лидеры потребовали отставки Хосе Асенсио Торрадо. Диегес был назначен в Военный совет хунты, заняв в нём второе место после Антонио Михе.

## Изгнание
В марте 1939 года Сехисмундо Касадо начал антикоммунистическое восстание в Мадриде при поддержке воинствующего анархиста Сиприано Меры. Исидоро Диегес организовал сопротивление восстанию вместе с другими членами КПИ. После успеха Касадо Диегесу удалось бежать в Валенсию, где он сел на корабль и отбыл во Францию. Там он связался с Франсиско Антоном Сансом и с помощью СЕРЕ перебрался в Америку в августе 1939 года. Диегес прибыл в Нью-Йорк в августе 1939 года и достиг Мексики в сентябре того же года.

## Возвращение и смерть
Весной 1941 года Диегесу было поручено руководить развитием партийной политики в Испании. Он отплыл на португальском судне «Газа» по фальшивым документам и в середине июня высадился в Лиссабоне. Другими испанскими коммунистами в Лиссабоне в то время были Хесус Ларраньяга, Мануэль Асарта и Элеутерио Лобо. В сентябре 1941 года в Мадриде были арестованы два южноамериканских активиста: Элеутерио Лобо Мартин («Леандро») и Мари Ибарра («Сионин»). Это привело к арестам в Виго Эладио Родригеса Гонсалеса, Франсиско Баррейру Барсьелы и других. Это, в свою очередь, привело к арестам испанской коммунистической группы в Лиссабоне полицией режима Салазара.
Группа в Лиссабоне была арестована в сентябре 1941 года и передана испанцам в следующем месяце. Они были допрошены на площади Пуэрта-дель-Соль, а затем заключены в тюрьму Порлье в Мадриде. 19 января 1942 года они предстали перед военным трибуналом, и шестеро из них были приговорены к смертной казни. Исидоро Диегес Дуэньяс был расстрелян у стены Восточного кладбища в Мадриде утром 21 января 1942 года в возрасте 33 лет.